# アウダーチェ級駆逐艦 (2代)
アウダーチェ級駆逐艦 (イタリア語: caccia classe audace) は、イタリア海軍で運用されていたミサイル駆逐艦の艦級。

## 来歴
第二次世界大戦後のイタリア海軍は、1950-51年計画によってインペトゥオーソ級を建造し、駆逐艦の国産を再開した。以後の新造駆逐艦はいずれもターター・システム搭載のミサイル駆逐艦となり、まず1956-57年度および1958-59年度ではインペトゥオーソ級を元にしたインパヴィド級2隻が建造された。
その後、1957-58年度でアンドレア・ドーリア級2隻、1959-60年度で「ヴィットリオ・ヴェネト」と、ヘリコプター巡洋艦の整備が進展したことから、1966-67年度計画では、その護衛用としてインパヴィド級の拡大改良型2隻が盛り込まれた。これが本級である。

## 設計
上記の通り、元々はインパヴィド級の拡大改良型として計画されたものの、満載排水量にして700トン、全長にして9.4メートル大型化し、また船型は中央船楼型から平甲板型に変更されるなど、外見上の類似点は少ない。また本級では、相応に居住性にも意が払われた。減揺装置としてフィンスタビライザーも装備されている。
艦型の拡大に伴って、機関出力は73,000馬力に強化された。ボイラーはインパヴィド級と同じくフォスター・ホイーラー式、蒸気性状も圧力43 kgf/cm2 (610 lbf/in2)、温度450 °C (842 °F)が踏襲された。電源出力は5,200キロワットが確保された。

## 装備

### C4ISR
本級では、戦闘システムの中核としてSADOC-2戦術情報処理装置を搭載した。これはインパヴィド級駆逐艦の1975年の改修の際に搭載されたものの同系機であり、また1980年代末の近代化改修で、主電子計算機を2基に増備するなどの機能強化が図られた。この際に、武器管制システム（WDS）もMk.13 mod.5に更新された。
レーダーとしては、3次元式のAN/SPS-52と2次元式のAN/SPS-40が予定されていたが、実際にはAN/SPS-40のかわりに、1番艦ではAN/SPS-12、2番艦は国産のMM/SPS-768（RAN-3L）を搭載して竣工し、後に1番艦もRAN-3Lに換装した。また1980年代末の近代化改修で、近距離戦闘用のダルド-Eシステムが搭載されたのに伴い、そのための目標捕捉レーダーとしてMM/SPS-774（RAN-10S）が追加された。
ソナーとしては、アメリカ製マルチモード・ソナーであるCWE-610をハル・ドームに収容して搭載した。

### 武器システム
防空艦として最重要の武器システムがターター・システムである。Mk.74 ミサイル射撃指揮装置2基とMk.13 単装ミサイル発射機1基という基本構成はインパヴィド級と同様だが、本級では、当初からスタンダードMR艦隊防空ミサイル（SAM）の運用に対応した。
艦砲も充実が図られ、新開発の54口径127mm単装速射砲（127mmコンパット砲）2基を艦首甲板には背負式に配したほか、中部甲板両舷に62口径76mm単装速射砲（76mmコンパット砲）計4基が設置された。これらはMM/SPG-70（RTN-10X）火器管制レーダー3基（艦橋上部に127mm砲用1基、後部マック左右に76mm砲用各1基）を備えたアルゴNA-10射撃指揮装置の管制を受けていた。また1980年代末の近代化改修で、2番砲は撤去され、かわりにアルバトロス個艦防空ミサイル・システムの8連装ミサイル発射機が搭載されたほか、62口径76mm単装速射砲も発射速度を向上させたスーパーラピッド砲に更新された。射撃指揮装置も、より包括的なダルド-Eに更新され、これに伴って火器管制レーダーもMM/SPG-76（RTN-30X）3基に更新されたほか、上記の通り、専用の目標捕捉レーダーとしてMM/SPS-774（RAN-10S）が追加された。なおこの際に撤去された52番砲は、後にデ・ラ・ペンネ級で再利用された。
対潜兵器としてはA244またはMk.46のための324mm3連装短魚雷発射管2基が搭載されたほか、船尾にも固定式の533mm魚雷発射管4基が設置されており、有線誘導式のA184長魚雷の運用に対応した。また1980年代末の近代化改修の際に、対艦兵器として、テセオ艦対艦ミサイルの搭載余地も確保された。
航空運用能力も、インパヴィド級が補給・支援能力を有するのみであったのに対し、ヘリコプター甲板と格納庫を設置して固有の艦載機を持つようになって、大幅に強化されている。

## 同型艦
本級は本来、2000年までに全艦が退役する計画であったが、続くアニモソ級（今のデ・ラ・ペンネ級）の計画が遅延し、また本級の後継艦計画であったホライズン計画（Programma Orizzonte）も難航したことから、就役期間は延長された。その後、ホライズン計画に基づいて建造されて本級の後継となるアンドレア・ドーリア級駆逐艦を就役させる目処が立ったことから、本級は2006年に退役した。アンドレア・ドーリア級は2007年より就役を開始している。
| 艦番号 | 艦名                | 起工           | 進水            | 就役            | 退役           |
| ------ | ------------------- | -------------- | --------------- | --------------- | -------------- |
| D 551  | アウダーチェ Audace | 1968年 4月17日 | 1971年 10月2日  | 1972年 11月16日 | 2006年 9月28日 |
| D 550  | アルディート Ardito | 1968年 7月19日 | 1971年 11月27日 | 1972年 12月5日  | 2006年 9月28日 |